# Culture talayotique
Subdivisions
proto-talayotique, talayotique, post-talayotique

La culture talayotique (ou période talayotique) est une culture préhistorique qui s'est développée dans la partie orientale des îles Baléares (Majorque et Minorque) à la fin du IIe millénaire av. J.-C., durant l'âge du bronze et l'âge du fer. Elle tient son nom du mot « talayot », désignant une construction emblématique de cette période. Les travaux archéologiques se sont longtemps focalisés sur l'étude de cette seule période historique au point de lui attribuer dans l'historiographie officielle des îles Baléares une place prépondérante.

## Étymologie
Cette culture tient son nom du mot « talayot » en raison de la prédominance de ce type de construction : 274 ont été à ce jour inventoriées, exclusivement sur les îles de Majorque et de Minorque. Elles sont semblables aux nuraghes de Sardaigne et aux torre de Corse. D'autres monuments, de type mégalithique, sont emblématiques de cette culture mais ils sont exclusifs à l'île de Minorque : des édifices à usage funéraire appelés navetas et des édifices probablement à usage symbolique appelés taulas.

## Historiographie et variabilité des chronologies
Les travaux archéologiques se sont longtemps focalisés sur la seule étude des grands villages préhistoriques incluant un type d'édifice emblématique, le talayot, au point de leur attribuer dans l'historiographie officielle des îles Baléares une place prépondérante. Durant la première moitié du XXe siècle, on ne distinguait ainsi que deux périodes distinctes pour décrire le Néolithique des Baléares : la « culture des grottes » et la « culture talayotique ». La « culture des grottes » se définissait par l'usage de grottes naturelles et artificielles comme habitat et comme espaces funéraires alors que la « culture talayotique » se serait distinguée par la construction d'édifices ouvragés (talayots, navetas et taulas) . En 1965, G. Rosseló Bordoy et G. Llompart conservent cette bipartition chronologique et rebaptisent les deux périodes « pré-talayotique » et « talayotique ». Selon cette classification, qui deviendra la chronologie classique, le basculement d'une période à l'autre s'opère avec la construction des talayots, dont on fixe alors les premières apparitions autour de 1500 av. J.-C., résultant de l'arrivée dans l'archipel d'une nouvelle population. Toutes les constructions préhistoriques sont alors classées selon cette chronologie : les dolmens, les navetas et constructions naviformes, et quelques hypogées sont attribués au « pré-talayotique », tandis que les talayots, taulas, habitats en cercles et les grandes nécropoles à hypogées sont attribués au « talayotique ».
A la fin des années 1990, les fouilles archéologiques menées sur plusieurs sites préhistoriques de Minorque et l'utilisation de la datation par le radiocarbone conduisent à une remise en question de la chronologie classique et plusieurs auteurs ont proposé chacun à leur tour une nouvelle chronologie :
- selon Lluís Plantalamor, un important changement culturel se produit vers 1500 av. J-C. avec l'arrivée de populations étrangères sur l'île de Minorque et les bouleversements induits sont à l'origine de l'essor de la culture talayotique où il distingue quatre périodes : le « talayotique I » (1500-1000 av. J.-C.), le « talayotique II » (1000-700 av. J.-C.), le « talayotique III » (700-300 av. J.-C.) et le « talayotique IV  (300-123 av. J.-C.) ».
- V. Lull et de l'université de Barcelone considèrent que les premiers talayots apparaissent vers - 1000 av. J.-C. et proposent en conséquence une chronologie reposant sur les principaux monuments préhistoriques emblématiques de l'archipel, distinguant ainsi cinq périodes chronologiques : le « Dolménique » 2100-1600 av. J.-C.), le « Naviforme » (1600-1050 av. J.-C.), le«  Proto-talayotique » (1050- 850 av. J.-C.), le « Talayotique » (850 -550 av. J.-C.) et le « Post-talayotique » (550 -123 av. J.-C.)[1].
- V. Guerrero et l'université des Îles Baléares suggèrent que les premiers talayots apparaissent vers 900 av. J.-C. et que la culture talayotique résulte de l'évolution interne des sociétés de l'Âge du bronze (1750 -900 av. J.-C.) au contact d'éléments extérieurs (notamment puniques) ; ils en font en conséquence une culture uniquement de l'Âge du fer qui disparaîtra avec la conquête romaine (en 123 av. J.-C.).

## Période proto-talayotique (1050- 850 av. J.-C.)

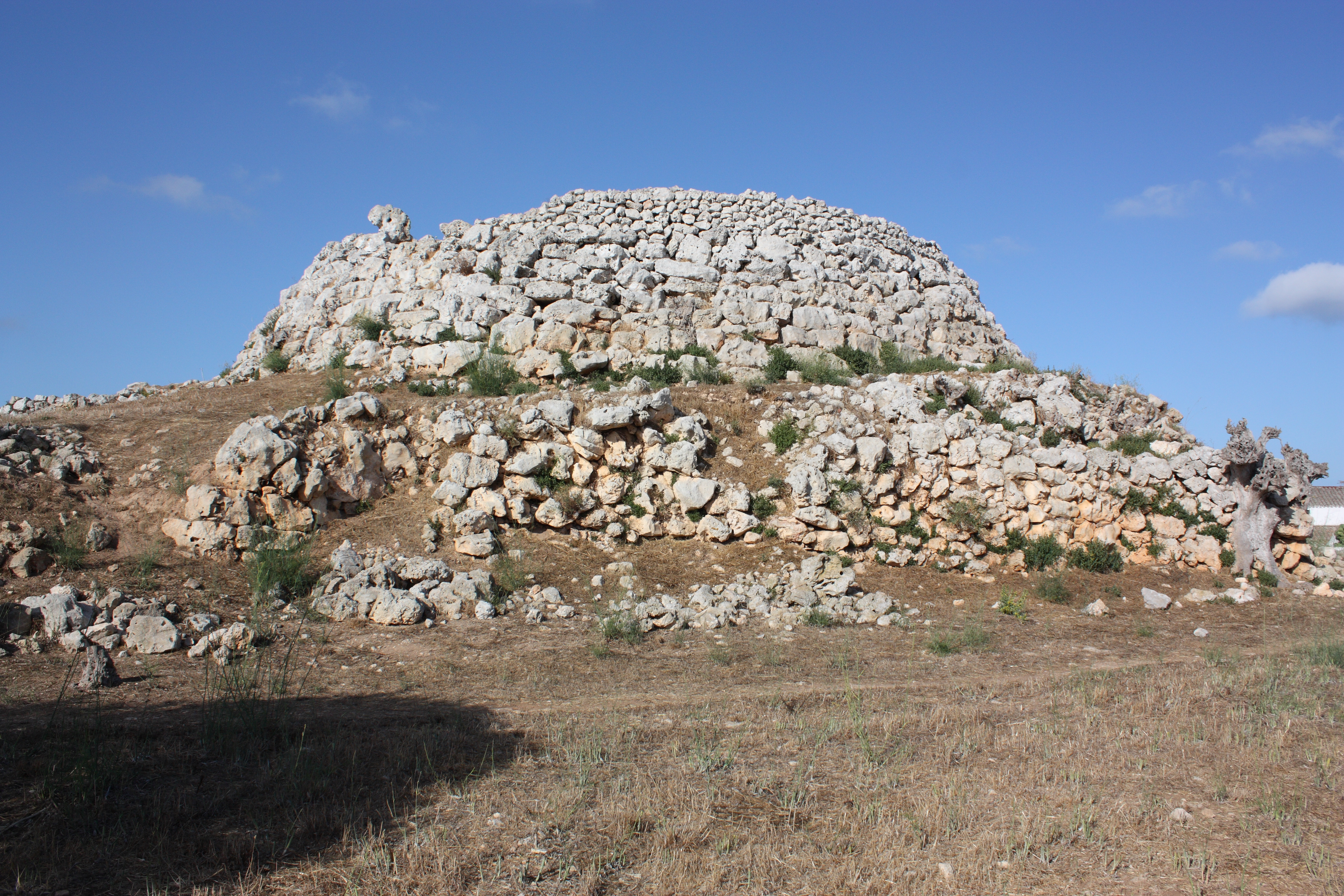
Talayot de Trebalúger (Minorque).

Durant cette période, les villages naviformes sont abandonnés au profit de nouveaux sites d'habitat avec des concentrations plus grandes.  C'est une période de gestation, précédant l'apogée des talayots, mais les premières constructions de ce type apparaissent vers 1000/900 av. J.-C. (talayot de Trebalúger). C'est surtout une période de bouleversements sociaux, dont on ignore l'origine, qui se traduit notamment par l'abandon des sites côtiers (vers 800 av. J.-C.) et des échanges entre les îles de Minorque et de Majorque, qui vont désormais évoluer différemment. 
L'évolution des rituels funéraires est symptomatique de ces bouleversements. À Minorque, les navetas atteignent leur apogée architecturale (Es Tudons, Rafal Rubí, Biniac-l'Argentina) mais les grottes naturelles sont encore ponctuellement utilisées (Es Pas). Les crânes sont traités à part, séparés du corps après décomposition et placés le long des parois de la tombe. Certains corps font l'objet de traitements spécifiques, notamment pour leurs cheveux : coupés, tannés en rouge et placés dans des récipients cylindriques (Es Càrritx), ornés de petites tresses et de barrettes (en bois, bronze et étain) et embellis avec des teintures  et des huiles (Es Pas). Ces pratiques suggèrent qu'une plus grande attention est portée à certaines sépultures. Au niveau vestimentaire, les boutons en os caractéristiques des époques précédentes disparaissent alors que les perles en bronze biconiques se généralisent. Plusieurs objets trouvés dans un état exceptionnel de conservation dans les grottes d'Es Pas, d'Es Càrritx et d'Es Mussol évoquent une bonne maîtrise du travail du bois, des fibres végétales et des peaux.

## Période talayotique (850 -550 av. J.-C.)
Paradoxalement, les données archéologiques de la période sont pratiquement inexistantes et cette période proprement talayotique est moins bien connue que celle qui la précède et que celle qui lui succède. Il en est ainsi de l'habitat de la période talayotique sur lequel on ne dispose que de peu d'informations. À Minorque, l'étude des habitats est compliquée du fait que la plupart des sites connus ont été réutilisés et recouvert par de nouvelles constructions au post-talayotique. À Majorque, les maisons sont rectangulaires, uniformes et ont perdu tout caractère monumental. Vers 850 av. J.-C., le talayot devient le monument caractéristique du paysage architectural mais on n'observe pas d'organisation urbanistique spécifique en lien avec celui-ci. À Minorque, le territoire se couvre de talayots, parfois isolés, parfois associés avec quelques structures annexes et quelques villages peuvent comporter de deux à trois talayots.
L’acquisition d'objets de prestige (bracelets, torques, armes en fer) importés, traduit peut-être la volonté de certains individus de se démarquer du reste de la communauté mais selon V. Lull la société talayotique ne correspondait pas à une organisation sociale hiérarchisée. Les habitats domestiques sont très semblables, seule la construction du talayot revêt un caractère plus monumental correspondant vraisemblablement à une fonction communautaire qui demeure incertaine.
La période talayotique est une période assez courte (300 ans), aussi bien à Minorque qu'à Majorque. Elle s'achève dans la confusion et les destructions par incendie, principalement à Majorque, des talayots comme des maisons privées. 

## Période post-talayotique (550 -123 av. J.-C.)
Les villages de la période précédente sont toujours utilisés mais les talayots sont abandonnés. À Minorque, le monument principal devient l'enceinte entourant la taula et l'habitat évolue vers des maisons monumentales appelées « cercles ». 

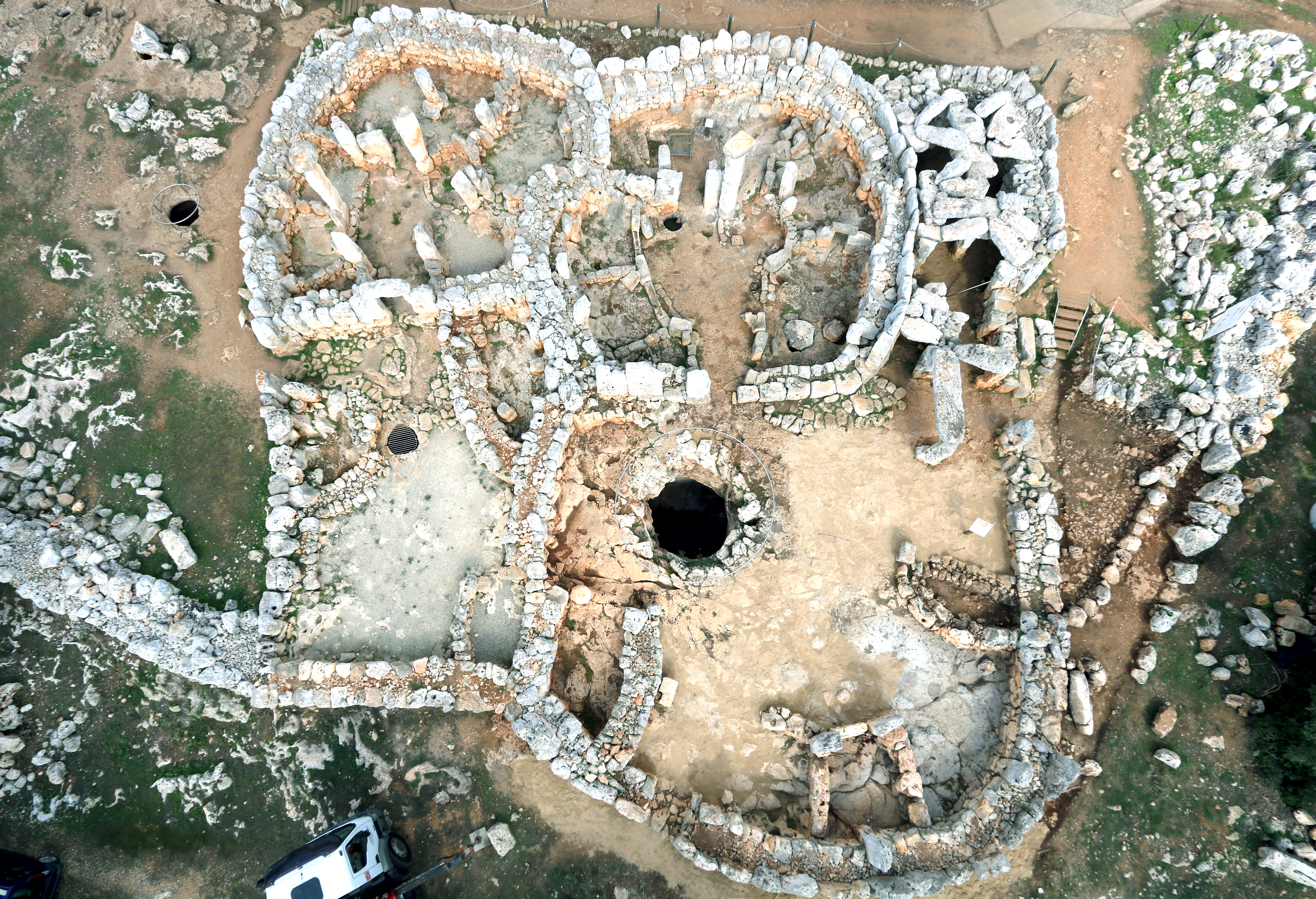
Cercles 6 et 7 de Torre d'en Galmés.

Les constructions en cercles ont été reconnues comme étant des structures d'habitats grâce aux fouilles menées par Maria Lluïsa Serra sur le site de Sant Vicenç d’Alcaidús. Les cercles sont généralement adossés par paires mais dans quelques cas ils sont isolés. Il s'agit de constructions, dont le plan est standardisé, ayant en moyenne entre 10 m et 15 m de diamètre, de forme circulaire ou rectangulaire avec des angles arrondis, entourées par un grand mur périphérique. L'architecture de ce mur est double : côté extérieur, il est constitué d'une première assise, constituée de pierres plates posées horizontalement, sur laquelle repose une seconde rangée constituée de grandes dalles verticales et tous les rangs suivants sont formés avec des pierres de petites dimensions posées à l'horizontale ; côté intérieur, toutes les pierres sont de petites tailles et posées à l'horizontale et le mur intègre des pilastres. On accède à l'intérieur du cercle par le sud, via une porte étroite, ornée d'un linteau et encadrée par deux petites pièces couvertes de dalles, prolongée par un petit couloir. Les pilastres intérieurs ont peut-être une fonction stabilisatrice mais, en tout état de cause, ils contribuent à donner un caractère monumental à l'ensemble. Le pilastre ouest est toujours le plus grand et le mieux travaillé et son traitement rappelle celui des taulas. Il est probable que chaque pilier était à l'origine surmonté d'un chapiteau, mais aucun n'a été retrouvé en place, sur lequel venait s'appuyer la toiture, probablement constituée de poutres en bois recouvertes d'une couche constituée d'argile et de petites pierres. Le sol est généralement constitué directement par la roche sous-jacente, éventuellement nivelée et recouverte de terre battue. L'intérieur du cercle se compose d'une cour au centre, entourée de plusieurs pièces délimitées par un cloisonnement : au nord-est, la cuisine, au nord une grande plate-forme surélevée faisant probablement office de chambre à laquelle on accédait par un portail à linteau, à l'ouest deux petites pièces quadrangulaires pouvant être fermées et interprétées comme des entrepôts ; le coin sud-est du cercle est le seul espace dont la fonction demeure incertaine. 
L'agriculture occupe une place centrale dans l'économie. Meules, broyeurs, céramiques, textiles et produits manufacturés se retrouvent en grande quantité à l'intérieur des cercles. La petite industrie métallique devient plus fréquente : hameçons en bronze, cuillères, épées et ornements personnels en fer. 
Les défunts sont enterrés dans de grandes nécropoles constituées d'hypogées, creusés à proximité des villages dans un affleurement rocheux ou dans une falaise surplombant la mer, élaborés selon un plan complexe et intégrant de nombreux aménagements intérieurs. Le matériel d’accompagnement  devient de plus en plus riche (poteries locales ou importées, objets en fer et en bronze, perles en pâte de verre) et personnalisé. Les modes d'inhumation sont variés : dépôts des corps à même le sol, sur des brancards ou dans un cercueil, sous une couche de chaux. La société semble plus hiérarchisée. Les contacts avec l'extérieur sont plus fréquents et la société post-talayotique adopte de nouvelles techniques et croyances venant de l'étranger.
Les échanges commerciaux entre les îles du nord, Minorque et Majorque, et la colonie punique d'Ybšm (Ebusus, Ibiza) sont réguliers. À partir du VIe siècle av. J.-C., Minorque est passée dans la sphère d'influence punique. Minorque et Majorque importent du vin, des ornements, des armes, des céramiques mais on ignore ce qu'elles exportent en contrepartie : leur potentiel agricole est assez limité alors même qu'Ebusus dispose d'un accès aisé vers le sud de la péninsule ibérique et les côtes d'Afrique du Nord. Peut-être s'agit-il des fameux frondeurs des Baléares, qui bénéficient d'une certaine renommée dans les armées étrangères (carthaginoise puis romaine) où ils s'engagent comme mercenaires. C'est d'ailleurs la guerre entre Carthage et Rome qui mettra fin à l'indépendance des îles : en 123 av. J.-C., l'archipel des Baléares est conquis par Quintus Caecilius Metellus Baliaricus et passe sous domination romaine.

## Inscription au patrimoine mondial
En 2013, l'Espagne a proposé les vingt-cinq sites suivants au titre de la « culture talayotique de Minorque » sur la liste indicative de l'UNESCO, préalable à une possible inscription au patrimoine mondial, durant la 45e session du comité du patrimoine mondiale cette liste est inscrite au patrimoine mondial :
|    | Site                                                   | Municipalité          | Coordonnées                      | Photo          |
| -- | ------------------------------------------------------ | --------------------- | -------------------------------- | -------------- |
| 1  | Dolmen de Ses Roques Llises et Na Comerma de Sa Garita | Alaior                | 39° 53′ 51″ nord, 4° 06′ 45″ est |                |
| 2  | Son Mercer de Baix                                     | Ferreries             | 39° 57′ 16″ nord, 4° 00′ 22″ est |                |
| 3  | Hypogée de Torre del Ram                               | Ciutadella de Menorca | 40° 00′ 21″ nord, 3° 48′ 34″ est |                |
| 4  | Cala Morell                                            | Ciutadella de Menorca | 40° 03′ 27″ nord, 3° 52′ 58″ est |                |
| 5  | Navetes de Biniac                                      | Alaior                | 39° 55′ 09″ nord, 4° 10′ 21″ est |                |
| 6  | Naveta d'Es Tudons                                     | Ciutadella de Menorca | 40° 00′ 11″ nord, 3° 53′ 30″ est |                |
| 7  | Navetes de Rafal Rubí                                  | Alaior                | 39° 54′ 30″ nord, 4° 11′ 23″ est |                |
| 8  | Grotte de s'Aigua                                      | Es Migjorn Gran       | 39° 55′ 18″ nord, 4° 03′ 11″ est |                |
| 9  | Nécropole de Cales Coves                               | Alaior                | 39° 51′ 52″ nord, 4° 08′ 46″ est |                |
| 10 | Salle hypostyle d'Es Galliner de Madona                | Es Migjorn Gran       | 39° 55′ 54″ nord, 4° 01′ 47″ est | Vue intérieure |
| 11 | Talayot de Trebalúger                                  | Es Castell            | 39° 51′ 20″ nord, 4° 16′ 27″ est |                |
| 12 | Talayots de Binicodrell                                | Es Migjorn Gran       | 39° 56′ 36″ nord, 4° 02′ 47″ est |                |
| 13 | Torralba d'en Salort et Na Patarrà                     | Alaior                | 39° 54′ 45″ nord, 4° 09′ 48″ est |                |
| 14 | Cornia Nou                                             | Port Mahon            | 39° 52′ 53″ nord, 4° 14′ 01″ est |                |
| 15 | Sa Torreta de Tramuntana                               | Port Mahon            | 39° 57′ 55″ nord, 4° 14′ 41″ est |                |
| 16 | Talatí de Dalt                                         | Port Mahon            | 39° 53′ 34″ nord, 4° 12′ 55″ est |                |
| 17 | Talayot de Torelló                                     | Port Mahon            | 39° 52′ 51″ nord, 4° 13′ 14″ est |                |
| 18 | Trepucó                                                | Port Mahon            | 39° 52′ 26″ nord, 4° 15′ 56″ est |                |
| 19 | Torre d'en Galmés                                      | Alaior                | 39° 54′ 09″ nord, 4° 06′ 54″ est |                |
| 20 | So na Caçana                                           | Alaior                | 39° 53′ 08″ nord, 4° 09′ 39″ est |                |
| 21 | Montefí                                                | Ciutadella de Menorca | 40° 00′ 21″ nord, 3° 51′ 50″ est |                |
| 22 | Son Catlar                                             | Ciutadella de Menorca | 39° 57′ 14″ nord, 3° 52′ 30″ est |                |
| 23 | Torretrencada                                          | Ciutadella de Menorca | 39° 59′ 23″ nord, 3° 55′ 32″ est |                |
| 24 | Torrellafuda                                           | Ciutadella de Menorca | 39° 59′ 56″ nord, 3° 55′ 21″ est |                |
| 25 | Binissafullet                                          | Sant Lluís            | 39° 50′ 45″ nord, 4° 14′ 05″ est |                |